# Ana Revenco
Ana Revenco (Chișinău, 21 maggio 1977) è una politica moldava. È stata ministro degli Affari interni di Moldova nel governo Sandu dal 6 agosto 2021 al 14 luglio 2023